# Ouate de cellulose
Pour les articles homonymes, voir Ouate.
Pour le coton ouaté, voir Coton.
 (juillet 2015).
 (août 2022).
La mise en forme du texte ne suit pas les recommandations de Wikipédia : il faut le « wikifier ».
Les points d'amélioration suivants sont les cas les plus fréquents. Le détail des points à revoir est peut-être précisé sur la page de discussion.
- Les titres sont pré-formatés par le logiciel. Ils ne sont ni en capitales, ni en gras.
- Le texte ne doit pas être écrit en capitales (les noms de famille non plus), ni en gras, ni en italique, ni en « petit »…
- Le gras n'est utilisé que pour surligner le titre de l'article dans l'introduction, une seule fois.
- L'italique est rarement utilisé : mots en langue étrangère, titres d'œuvres, noms de bateaux, etc.
- Les citations ne sont pas en italique mais en corps de texte normal. Elles sont entourées par des guillemets français : « et ».
- Les listes à puces sont à éviter, des paragraphes rédigés étant largement préférés. Les tableaux sont à réserver à la présentation de données structurées (résultats, etc.).
- Les appels de note de bas de page (petits chiffres en exposant, introduits par l'outil «  Source ») sont à placer entre la fin de phrase et le point final[comme ça].
- Les liens internes (vers d'autres articles de Wikipédia) sont à choisir avec parcimonie. Créez des liens vers des articles approfondissant le sujet. Les termes génériques sans rapport avec le sujet sont à éviter, ainsi que les répétitions de liens vers un même terme.
- Les liens externes sont à placer uniquement dans une section « Liens externes », à la fin de l'article. Ces liens sont à choisir avec parcimonie suivant les règles définies. Si un lien sert de source à l'article, son insertion dans le texte est à faire par les notes de bas de page.
- La présentation des références doit suivre les conventions bibliographiques. Il est recommandé d'utiliser les modèles {{Ouvrage}}, {{Chapitre}}, {{Article}}, {{Lien web}} et/ou {{Bibliographie}}. Le mode d'édition visuel peut mettre en forme automatiquement les références.
- Insérer une infobox (cadre d'informations à droite) n'est pas obligatoire pour parachever la mise en page.

Pour une aide détaillée, merci de consulter Aide:Wikification.
Si vous pensez que ces points ont été résolus, vous pouvez retirer ce bandeau et améliorer la mise en forme d'un autre article.

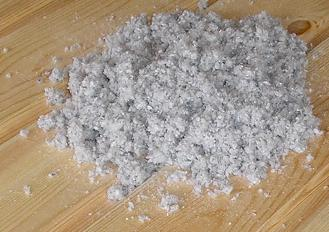

La (ou l')ouate de cellulose, également connue sous le nom d'« isolant », est un matériau de construction isolant (dit « écomatériau ») très prisé en écoconstruction.
Elle est fabriquée à partir d'environ 95 % de journaux recyclés ; les 5 % restants étant un additif ignifugeant comme l'acide borique (en attendant la mise au point d'un substitut plus écologique ou sûr au regard de la santé environnementale) ou un mélange de sel d'ammonium ignifugeant (ex. : sulfate d'ammonium interdit depuis juin 2013 en France) et de produits fongistatiques et biocides.
La ouate de cellulose peut être trouvée en plaque ou en vrac. Elle est idéale pour une pose en toiture, combles, sous-pentes, murs.
Elle procure une excellente protection contre le froid en hiver et contre la chaleur en été (très bonne inertie thermique).
Comme tous les matériaux fibreux, sa pose doit se faire avec les protections adéquates, en particulier respiratoires.

## Propriétés et qualités environnementales
Ce produit est considéré comme écomatériau car :
- La fabrication de sa part cellulosique ne nécessite que peu d'énergie, contribue au recyclage et n'engendre que peu de pollution environnementale (par rapport aux isolants minéraux ou d'origine pétrochimique, à qualité isolante égale) ; son énergie grise est de 6 kWh/m3[2] alors que celle du polystyrène est d'environ 850 kWh/m3[2].
- Il joue le rôle d'un correctif inertiel sous certaines conditions (quand les combles ne possèdent aucune masse inertielle, avec isolation sous rampants d'une toiture sans lame d'air ventilée…).
- Il est doux au toucher et ne provoque pas de démangeaison lors de la manipulation.
- Il ne contient pas d'ingrédient nocif pour la santé (la cellulose est un produit non toxique et non irritant[3]), à l'exception du sel de bore (bien que le bore soit nocif pour l’organisme s'il est ingéré en trop grandes quantités, la quantité accessible du fait de son introduction par l’homme dans l’habitat, durant et après les travaux, est plus faible que la concentration présente dans la nature[3]).
- Excellente résistance au feu[4],[5].
- Il ne perd pas ou peu de résistance thermique au fil des ans [réf. nécessaire].
- Il s'infiltre dans les interstices de la structure et limite donc les infiltrations d'air.
- Il est aussi un bon isolant phonique (dans les cloisons[3]).

## Qualités isolantes
Pour rappel la résistance thermique (R) est une grandeur qui exprime la capacité d’un matériau à ralentir le transfert de chaleur. Elle est directement liée à la conductivité thermique (λ), qui mesure la facilité avec laquelle la chaleur traverse un matériau. Plus la conductivité thermique est faible, plus le matériau est isolant. La relation entre ces deux grandeurs est donnée par la formule :
{\displaystyle R=e/\lambda }
où R est exprimée en mètres carrés-kelvins par watt (m²·K/W), e représente l’épaisseur du matériau en mètres (m), et λ est la conductivité thermique en watts par mètre-kelvin (W/m·K).
Ainsi, pour un matériau donné, augmenter son épaisseur améliore sa résistance thermique, tandis qu’un λ plus faible permet d’obtenir une meilleure isolation thermique avec une épaisseur moindre.
L’isolant en ouate de cellulose, présente des valeurs de conductivité thermique (λ) qui varient en fonction de la méthode d’application. En soufflage à sec, la ouate de cellulose affiche une conductivité thermique de λ = 0,039 W/mK, tandis qu’en injection, cette valeur est légèrement supérieure, atteignant λ = 0,041 W/mK. Ces différences s’expliquent par la densité et la compacité de la pose, qui influent directement sur la performance thermique.
Par exemple, une ouate de cellulose avec une λ de 0,039 W/m·K (en soufflage) et une épaisseur de 30 cm (0,30 m) après tassement atteint une résistance thermique de :
{\displaystyle R=0,30/0,039\approx 7,69}
L'isolation admet donc résistance thermique R=7,69 m²·K/W pour 30cm de ouate de cellulose après tassement.
Cette relation simple permet de comparer les performances thermiques de différents matériaux et d’ajuster les épaisseurs nécessaires pour répondre aux exigences réglementaires ou aux objectifs de confort thermique.
En méthode d’injection à sec, réalisée dans un milieu parfaitement cloisonné (pour assurer une densité homogène et limiter le risque de tassement), une épaisseur de 30 cm injectée procure une résistance thermique légèrement inférieure de R = 7,32 m²·K/W. Cette méthode d’application est particulièrement adaptée aux parois fermées, telles que les murs ou les rampants de toiture.
Ces valeurs témoignent des hautes performances thermiques de la ouate de cellulose, qui, en plus de ses propriétés isolantes, se distingue par son faible impact environnemental et sa capacité à réguler l’humidité grâce à sa perméance à la vapeur d’eau.
Il existe aujourd'hui ouate de cellulose issue de la transformation des papiers support d’étiquettes autocollantes, appelés "glassines", représente une innovation récente dans le domaine des matériaux isolants. Ce procédé, développé notamment par Soprema avec son produit Univercell Cristal, permet de recycler ces papiers spécifiques, auparavant peu valorisés, et de compenser le déclin des flux de papier journal utilisé traditionnellement pour produire la ouate de cellulose.
Cette ouate de glassine offre des performances isolantes légèrement inférieures à celles de la ouate classique en soufflage, avec une conductivité thermique λ = 0,041 W/m·K, contre 0,039 W/m·K pour la ouate traditionnelle. Ce léger écart est dû à la nature des fibres issues des glassines, qui influent sur la structure du matériau. Malgré cela, cette nouvelle filière de recyclage contribue à une gestion plus durable des ressources en valorisant des déchets autrefois non exploités, tout en restant compétitive sur le marché des isolants écologiques.

## Résistance au feu
La cellulose étant naturellement combustible et sensible à certains champignons (quand elle est humide), le fabricant d'isolant doit lui adjoindre un adjuvant la rendant résistante au feu, aux moisissures et aux insectes ou rongeurs qui peuvent être tentés d'y faire leur nid.

### Traitements ignifugeants
La ouate peut être traitée de différentes manières contre le risque de feu et de moisissure.
Le traitement classique est un ajout de sel de bore et/ou de différents sulfates, conformément aux normes qui peuvent varier selon les pays et les époques :
- Canada : CAN/ULC S703[10] du Conseil national de recherches du Canada (CNRC) ;
- États-Unis : ASTM International C739[11] ;
- France : chaque produit est évalué par le Centre scientifique et technique du bâtiment (CSTB). Le 9 février 2011[12], la mise sur le marché des produits biocides, certains biocides, en particulier le sel de bore, ont été interdits[13].

Il semblerait que la Directive européenne 98/8/CE du Parlement européen et du Conseil du 16 février 1998, antérieure au JORF cité plus haut, autoriserait l'utilisation du sel de bore dans certains types d'application (lutte contre les vermines par exemple). Ce qui autoriserait l'utilisation du sel de bore dans l'ouate de cellulose (dans la limite de 5 %).

### Avantages et inconvénients du sel de bore
- Avantages : ce sel est stable, c'est un excellent ignifugeant et un fongicide/bactéricide (à partir d'une certaine dose).
- Inconvénients : les sels de bore (produits à partir d’acide borique) sont également toxiques (classés CMR 1 ; reprotoxique) et écotoxiques en tant que fongicide/bactéricide. Pour cette raison, une directive européenne impose aux fabricants que les sels de bore soient en Europe rapidement remplacés par un produit moins toxique. Ils sont peu à peu retirés du marché et depuis août 2011 interdits en Europe pour certains usages (comme fongicide/bactéricide notamment). Faute d'alternative aussi efficace, le seul usage encore autorisé à certaines doses, et de manière provisoirement dérogatoire, est celui d'ignifugeant[15] dans le cadre d’une modification de l'annexe 17 du règlement européen REACH en février 2012.

- Recherches d'alternatives : les industriels ont obtenu quelques années de répit pour lui trouver une alternative à coût et efficacité égale. Cette alternative doit porter sur deux qualités : propriétés ignifugeantes et fongicides/bactéricides. Une des premières alternatives proposées a été de remplacer le sel de bore par un mélange de sel d'ammonium et de l’un ou l’autre des deux fongicides suivants : 2-octyl-2H-isothiazol-3-one (dit « OIT », fongicide encore en cours d'évaluation en tant que biocide par le Royaume-Uni pour le compte de l’Europe) ou l’IPBC (autre biocide fongicide, qui est lui en 2012-2013 en cours d'évaluation par le Danemark). Mais en 2012, alors que ces produits alternatifs commençaient à être vendus et utilisés, le CSTB[16] a émis une alerte concernant une centaine de cas en France d’émission d'« odeur forte et désagréable » aggravée en saison humide et a priori liée à une instabilité des sels d'ammonium de certaines ouates de cellulose.

Certains fabricants avaient alors eux-mêmes décidé de ne plus utiliser cet additif pour revenir au bore, additif autorisé dans le règlement européen REACH. Dans ces conditions, le CSTB avait réactivé les Avis techniques pour les ouates contenant du sel de bore pour un délai de huit mois, délais allongés ensuite de deux années supplémentaires pour laisser le temps à l’industrie de développer une nouvelle formule « au moins aussi performante que celle qui contient des sels de bore ».

## Traitement au sel d'ammonium
Il est interdit en France depuis mi-2013. Plus largement, un arrêté a interdit la mise sur le marché, l'importation, la distribution, la vente et la fabrication d’isolants (panneaux ou vrac) à base d'ouate de cellulose additionnés de sel d'ammonium (ignifugeant ayant remplacé le sel de bore dans certaines ouates depuis fin de 2012).
Les ouates traitées aux sels d'ammonium doivent être retirées des magasins « à la charge du responsable de la première mise sur le marché », précise le texte de l'arrêté.

## Mise en œuvre
« Lorsqu'il y a des orifices de ventilation dans l'avant-toit, il faut prendre des mesures non seulement pour empêcher l'isolant en vrac de s'accumuler dans l'avant-toit et ainsi bloquer la ventilation, mais aussi pour éviter que le vent qui pénètre par les orifices de ventilation ne déplace l'isolant. » Le plus souvent, un déflecteur de ventilation, carton pré-plié et traité contre l'humidité, est inséré dans les soffites puis broché sur les chevrons pour accomplir le travail.

### Soufflage dans les combles (greniers)
Il s'agit de la mise en œuvre de ouate de cellulose en vrac la plus simple : déversement dans des combles perdues ou en plancher (surfaces horizontales, pente maxi admise : 5°).
La ouate est livrée en sacs. Elle a été comprimée et compactée dans ces sacs afin de limiter le coût de transport (il est préférable de ne pas dépasser 120 kg/m3 dans les sacs, sans quoi les fibres qui constituent la matière peuvent être brisées ou au moins déformées et perdre ainsi leur élasticité, rendant la ouate en question moins performante en matière de résistance au tassement).
Afin de donner à la matière son volume optimal (ce qui permet d'y enfermer de l'air captif entre les fibres, un des principaux principes actifs de la majorité des isolants), il est nécessaire de la carder. Ce cardage peut être manuel en frottant les blocs issus des sacs entre les mains, mécanique au moyen d'un râteau de jardinage, mécanique encore en la malaxant dans un récipient type poubelle ou autre au moyen d'un malaxeur à peinture entraîné par une perceuse. Certains se sont même essayés au passage de la matière dans une souffleuse à feuilles (prévoir une souffleuse neuve pour la prochaine chute de feuilles à l'automne). Ces méthodes restent très aléatoires et la ouate ainsi mise en œuvre sera moins performante et nécessitera plus de matière première qu'avec la méthode suivante.
La méthode conseillée consiste en l'utilisation d'une machine spécifique dite « cardeuse/souffleuse ». Cette machine, via un système mécanique de décompactage carde la ouate et lui procure le volume nécessaire à son meilleur rendement thermique. Ensuite, grâce à la présence d'une ou plusieurs turbine, une écluse permettra d'envoyer des quantités (réglables) de matière qui seront propulsées via un tuyau de transport jusqu'au lieu final de mise en œuvre.
Les épaisseurs mises en œuvre seront déterminées par les objectifs de résistance thermique ciblés (exprimés en général par un R, unité utilisée pour les réglementations thermiques) et par le λ indiqué par le fabricant, lequel aura été certifié par un organisme agréé. Le calcul d'épaisseur se fait (pour tous les types d'isolant) selon la formule suivante : R × λ = e, épaisseur exprimée en mètres. À noter que, de par sa nature de vrac et hors intervention ultérieure, un léger tassement s'opère sur quelques années, généralement maximum trois ans. Ensuite, si les obligations liées à la présence ou non d'un pare-vapeur (voir ci-dessous) ont bien été respectées, plus aucune variation d'épaisseur ne sera constatée.
Pour compenser ce tassement (de l'ordre généralement de moins de 8 %, sauf à n'avoir pas respecté les bonnes pratiques énoncées ci-dessous), les règles de mise en œuvre imposent de majorer cette épaisseur dans la limite minimale d'une compensation d'épaisseur de +20 %.
Les quantités nécessaires seront dépendantes de la qualité de la ouate de cellulose utilisée (donc de son λ et de sa résistance au tassement) et de la méthode de cardage (voir ci-dessus). Les masses volumiques peuvent varier, toujours selon les critères ci-dessus, de 25 à 42 kg/m3.
Les densités indiquées par les fabricants et reprises dans les différents agréments constituent non pas une cible certaine mais la densité minimale autorisée et couverte par les assurances dans le cadre des agréments en question. Il est souvent difficile d'atteindre ces densités minimales et lorsqu'elles le sont, la résistance au tassement, quoique dans les limites admises, est généralement moins bonne. Une bonne cible est généralement la densité minimale annoncée augmentée de 10 à 12 %. Bien tenir compte de ce fait pour calculer les quantités nécessaires.
- À noter que pour une même ouate de cellulose, une mise en œuvre sans machine entraînera une sur-consommation pouvant atteindre 20 à 30 % par rapport à une mise en œuvre avec machine spécifique.
- À noter également que cette sur-consommation est due à un moins bon cardage, donc moins d'air captif et qu'alors le λ sera probablement aussi moins bon, générant de fait la nécessité d'une plus forte épaisseur pour une même performance. Donc, plus d'épaisseur, plus de matière première : la méthode avec machine est vivement conseillée.

#### Règles de mise en œuvre
Dans le cadre de la mise en œuvre par soufflage dans les combles perdus, il est nécessaire de respecter les règles de l'art (une garantie décennale s'applique si le plafond s'engorge d'humidité et rend le logement insalubre) sur l'utilisation préalable d'un pare-vapeur côté chaud. Les obligations énoncées ci-après sont les mêmes pour tous types d'isolant enfermant de l'air, qu'ils soient d'origine végétale ou minérale. Une carte géographique imposant la présence obligatoire ou non d'un pare-vapeur existe. Les régions concernées par l'obligation de pare-vapeur sont celles qui peuvent présenter de forts chocs thermiques sur des périodes courtes (ex. : jour/nuit). La pose d'un pare-vapeur n'est efficace que continue, savoir : lés jointoyés, pare-vapeur non percé, non déchiré, raccordé aux éléments de structure. A contrario, l'absence de pare-vapeur ou une pose incorrecte réduira considérablement la performance énergétique de l'isolant humidifié.
- Dans les régions où un pare-vapeur n'est pas obligatoire, plusieurs cas peuvent se présenter :
  - La ouate est mise sur un support continu (ex. : plaques de plâtre, briques plâtrées), non recouvrement par un quelconque matériau susceptible de gêner la migration de la vapeur d'eau (c’est-à-dire pas de plancher supérieur ou membrane quelconque), pas de nécessité de pare-vapeur,
  - La ouate est mise en œuvre sur un support continu (idem ci-dessus) mais va être recouverte d'un matériau pouvant gêner la migration de la vapeur d'eau : présence obligatoire d'un pare-vapeur,
  - La ouate est mise en œuvre sur un support discontinu (ex. : lambris) et ne sera pas recouverte avec un quelconque matériau propre à gêner la migration de la vapeur d'eau : présence obligatoire, a minima, d'un film pare-poussière,
  - La ouate est mise en œuvre sur un support discontinu (idem ci-dessus) et sera recouverte par un matériau susceptible de gêner la migration de la vapeur d'eau : présence obligatoire d'un pare-vapeur côté chaud.

- Une règle essentielle consiste à ne pas faire toucher la couverture par l'isolant (particulièrement sensible en pied de rampant de la toiture du fait d'une hauteur disponible faible), ceci de sorte à permettre la « ventilation » de ladite couverture en tout temps. À noter que cette règle est une obligation pour tous les isolants quelle que soit leur nature (notamment d'origine végétale ou minérale).
- Conduits feu : la ouate de cellulose est difficilement inflammable mais pas pour autant classée anciennement MO ou maintenant avec un classement européen commençant par A. Elle n'est donc pas ininflammable et, de ce fait, n'est pas autorisée à la pose directement contre les conduits feu. Différentes règles existent dans ce domaine. La précaution maximale consiste à ménager un recul minimal de 16 cm entre l'intérieur du conduit et tout ce qui ne serait pas ininflammable (y compris les bois de structure). Dans cet espace, des isolants répondant aux classements ci-dessus peuvent être utilisés : vermiculite, perlite, laine de roche, laine de céramique, etc.
- Spots en plafond (ou transformateurs pour spots) : la ouate de cellulose a un temps de déphasage très important. De ce fait les calories émises dans de la ouate se déplacent très lentement et provoquent une importante montée en température. Cette température peut atteindre des niveaux tels qu'un bois à proximité s'enflammera spontanément. Il faut donc prévoir un moyen d'évacuation de ces calories. Ceci s'obtient par la pose préalable sur toutes ces sources de chaleur d'une protection visant à créer une poche d'air en contact avec le support. La poche d'air ainsi créée va permettre à la chaleur de se diffuser sur les parois, celle que représente le support (plafond) étant en contact avec l'air de la maison va permettre l'évacuation des calories. Des protections spécifiques existent mais un pot de fleur en terre cuite fait parfaitement l'affaire. L'expérience montre qu'un diamètre de 18 cm est un minimum nécessaire. Bien veiller, lors de la mise en œuvre de la ouate, à ce que cette protection ne se déplace pas ni ne soit, par inadvertance, remplie d'isolant.

##### Règles de mise en œuvre non obligatoires mais conseillées
- Trappe d'accès : la ouate de cellulose mise en œuvre par épandage étant, par nature, en vrac, il est nécessaire de la contenir en pourtour de la trappe d'accès ainsi que partout où cela s’avérera nécessaire. différentes méthodes sont possibles. Pour le traitement de la trappe d'accès, mieux vaut utiliser des matériaux solides (bois ou panneaux de particules par exemple) propres à recevoir l'appui d'une échelle (attention à l'utilisation de matériaux type carton ou autre : sera-t-il possible d'accéder aux combles ultérieurement sans endommager ces installations ?).
- Chemin de circulation : la ouate de cellulose en vrac, au même titre que tous les autres isolants non compressibles, ne doit en aucun cas être ultérieurement piétinée ou tassée. Bien que sans caractère obligatoire, il est sage de prévoir en pourtour de trappe une « estrade » propre à permettre un accès confortable. De même un chemin de circulation permettant l'accès ultérieur aux différents points pouvant nécessiter un contrôle est vivement conseillé. Bien évidemment ces installations se feront avant soufflage de la ouate et de sorte à ménager l'épaisseur d'isolant requise.
- Afin d'empêcher tout déplacement de matière par un quelconque courant d'air, il est recommandé de pulvériser très légèrement de l'eau sur la surface du matelas isolant. La ouate de cellulose étant composée majoritairement de papier journal, lui-même fabriqué avec du bois, lequel bois est composé à son tour de lignine fortement chargée en amidon, cet amidon va réagir avec l'eau pulvérisée pour former une sorte de croûte de surface suffisant à empêcher le déplacement de l'isolant (pour de plus amples explications, voir la rubrique « projection humide » ci-après).

### Insufflation à travers une membrane (ou derrière un panneau rigide)
Il s'agit ici de mettre en œuvre de la ouate de cellulose en vrac par insufflation sous pression dans un caisson fermé. Celui-ci peut être soit préfabriqué en usine (exemple : pré-construction de maison à ossature bois) ou fabriqué sur le chantier à la demande. Les caissons doivent être « étanches » les uns par rapport aux autres, faute de quoi la densité et le taux de remplissage seront difficilement maîtrisables.
Le terme d'insufflation sous-entend soufflage sous la contrainte d'une pression. En effet, faute de comprimer volontairement le matériau lors de la mise en œuvre, un tassement naturel pourrait se produire. Il est donc nécessaire de comprimer le matériau au moment de sa mise en œuvre selon une grille de valeurs fournie par le fabricant et précisant les densités à atteindre en fonction du caisson à isoler (différents critères seront à prendre en compte qui iront de l'épaisseur à la hauteur du caisson en passant éventuellement par la nature des parois et leur rugosité).
Chaque fabricant ayant des sources d'approvisionnement en papier et un processus de fabrication qui lui est propre, les grilles de densités préconisées peuvent faire apparaître des valeurs significativement différentes. Il est absolument nécessaire de suivre ces préconisations faute de quoi les résultats ne seront pas au meilleur niveau possible : 
- Trop densifier engendre le remplacement d'une partie de l'air « captif » par de la matière solide, ceci peut améliorer le déphasage mais détériorera le λ.
- A contrario, une trop faible densité, non seulement verra le déphasage diminuer mais également ne permettra pas forcément d'améliorer le λ et surtout engendrera un risque de tassement ultérieur.

Pour résumer : si les densités préconisées sont bien respectées, aucun tassement ne se produira au fil des ans (des centaines de milliers, peut-être des millions de m2 ont été réalisés selon cette technique depuis des dizaines d'années avec une satisfaction totale, ceci tant en France que dans les pays sus-cités). Les bâtiments les plus anciens avaient été isolés plus de 60 ans avant et aucune dégradation aucun tassement n'avaient altéré la performance initiale. Les constats de tassement (car malheureusement il y en a eu) ont toujours eu lieu à la suite d'une mauvaise mise en œuvre :
- soit défaut de densité ;
- soit membrane non adaptée et qui s'est distendue au fil du temps, engendrant ainsi un changement important des densités.

En France, seule l'insufflation sous pression dans des parois verticales est concernée par les agréments délivrés par le CSTB (Agrément technique, AT). Ceci ne veut pas dire que l'insufflation sous pression dans des caissons en pente (cas des toits en rampant) ou dans des caissons horizontaux (cas de planchers entre parement supérieur pouvant être un parquet ou autre et un parement en sous-face des solives) ne soit pas techniquement possible. Simplement il faudra justifier de la faisabilité via des agréments dits « européens » (Agréments techniques européens, ATE).
Dans des pays voisins tels que l'Allemagne, la Suisse, ou bien l'Autriche, les insufflations sous pression en caissons fermés en toiture ou en plancher sont pratiquées à très grande échelle et représentent une part très importante de la ouate qui y est globalement mise en œuvre.
Cette situation spécifiquement française est liée au fait que les travaux en question sont couverts par l'assurance dite « assurance décennale » elle-même spécificité française. En cas de sinistre après plusieurs années, si un contrôle a posteriori s'avère nécessaire, cela signifie de nombreux perçages très intrusifs. En effet, le seul moyen reconnu consiste en divers prélèvements avec une carotteuse de ø 100 mm et pesage de la carotte afin, en fonction de son volume, de déterminer si la densité requise a bien été respectée. Soulignons que les acteurs de la mise en œuvre, avec cette technique, de fait, travaillent à l'aveugle. Il est donc nécessaire qu'ils soient bien formés pour bien maîtriser cette méthode.
Afin de respecter les préconisations d'étanchéité à l'air dans le neuf ainsi que la législation inhérente aux pare-vapeur, il est très vivement conseillé de ne pas insuffler directement contre la peau finale. À noter que, au-delà du respect de la législation et même en l'absence d'obligation allant dans ce sens, notamment dans le cadre d'une rénovation ou de travaux dans de l'ancien, la présence d'un pare-vapeur non percé, non déchiré et dont les lés auront été jointoyés est vivement recommandée.
Ceci vaut bien sûr pour tous les isolants enfermant de l'air, qu'ils soient d'origine minérale ou végétale.

#### Dimensions des caissons
Les caissons des murs devront, pour respecter les préconisations des AT du CSTB, être limités en hauteur selon les directives contenues dans les AT en question.
Afin que la densité soit régulière, la largeur des caissons ne doit pas excéder 70 cm. Au-delà, l'opérateur devra travailler avec deux tuyaux simultanément. Cette méthode nécessite une formation.
- Le travail avec un film translucide permet certes de ne pas oublier de caisson mais est un faux ami en ce qui concerne le niveau de remplissage et la densité.
- La vue d'un caisson totalement rempli pourrait laisser supposer que le travail est bon or ce n'est absolument pas une garantie du respect du niveau de densité requis! Ceci avec tous les risques de manque de performance et de tenue dans le temps déjà évoqués.

#### Méthodes
- Directement avec le tuyau de transport,
- par l'intermédiaire d'une buse spéciale « tournante » (nécessite la présence non plus d'une membrane sur la face avant du caisson mais d'un support rigide, par exemple triply),
- par l'intermédiaire d'une lance dynamique (possible en isolation avant transport dans le cas de pré-fabrication en atelier),

Dans tous les cas ci-dessus, l'utilisation d'une machine dite « cardeuse/souffleuse » est obligatoire.
Il est illusoire et très risqué d'imaginer pouvoir opérer manuellement : en aucun cas il sera possible de remplir partout avec la même densité et donc le travail ne permettra pas d'atteindre le résultat escompté.

#### Mode opératoire pour régler la densité
- Choisir un caisson test dont il sera facile de calculer le volume,
- en fonction de la densité préconisée par le fabricant, toujours selon les critères évoqués ci-dessus, en multipliant le volume exprimé en m3 par la densité, on obtient le poids de ouate de cellulose nécessaire pour le bon remplissage,
- après avoir vidé la machine dans un caisson autre, mettre le poids de matière ainsi calculé dans la machine et procéder à la mise en œuvre :
  - si le caisson est rempli et que la machine n'arrive plus à pousser la matière dans le caisson alors qu'elle n'est pas vide, c'est que la densité obtenue est top faible ;
  - a contrario, si la machine est vide alors que le caisson n'est pas plein, c'est que la densité est trop importante,

Dans ces deux cas, comme vu précédemment, la valeur isolante obtenue ne sera pas la meilleure possible. Il faut donc ajuster.
Les machines « cardeuse/souffleuse » sont réglables et permettent donc cet ajustement :
- pour augmenter la densité, il faut soit augmenter la vitesse de la soufflerie, soit diminuer la quantité de matière délivrée, voir opérer sur les deux réglages,
- a contrario, si la densité est trop élevée, il faut soit augmenter la quantité de matière délivrée, soit diminuer la vitesse de la soufflerie, soit opérer sur les deux réglages.

Si le caisson a été insuffisamment rempli, il sera bien sûr nécessaire de rectifier : en règle générale un ou deux perçages supplémentaires avec une pénétration du tuyau et la mise en route de la soufflerie sans délivrer de matière permettra, dans un 1er temps, de tasser la matière déjà insufflée et libèrera un espace pour, dans un 2e temps, opérer le complément.

#### Mode opératoire pour remplir les caissons
- directement avec le tuyau de transport de la matière :
  - ménager un perçage à environ 20 cm du sommet du caisson,
  - y faire pénétrer le tuyau jusqu'à environ 20 cm du pied du caisson,
  - après réglage comme indiqué ci-dessus, envoyer la matière via la machine, attendre, pour reculer le tuyau, que la matière ne soit plus propulsée dans le tuyau,
  - après « blocage » de la matière dans le tuyau, retirer celui-ci de 50 à 60 cm, alors la matière passera à nouveau,
  - opérer comme indiqué ci-dessus jusqu'à refus total,
  - lors du dernier recul du tuyau, avant de couper la machine, orienter le tuyau vers le haut du caisson afin de densifier également le sommet du caisson,
  - couper la machine et passer au caisson suivant,
  - tous les trous d'insufflation seront fermés hermétiquement par tout moyen adapté.
- avec une buse rotative (méthode la plus facile pour un opérateur non formé, cependant pas la plus sure et, de loin, moins rapide que direcetment au tuyau) :
  - pour des épaisseurs inférieures à 20 cm et des hauteurs maxi de caisson de 2,40 m,
    - ménager un perçage à environ 20 cm du sommet du caisson,
    - introduire la buse tournante et commencer l'insufflation,
    - tourner la buse alternativement vers l'un et l'autre des côtés du bas du caisson,
    - lorsque l'on entend que la matière commence à se tasser (le bruit d'insufflation change nettement), tourner la buse vers le haut et ensuite finir en soufflant à nouveau vers le bas,
    - arrêter la machine lorsque la ouate ne sort plus,
    - tous les trous d'insufflation seront fermés hermétiquement par tout moyen adapté.

  - pour des épaisseurs supérieures à 20 cm, bien que rien n'y oblige d'un point de vue réglementaire, il est préférable d'opérer comme suit :
    - percer un trous à mi-hauteur du caisson,
    - opérer comme expliqué ci-dessus,
    - après refus dans le 1er trou, en percer un second à 20 cm du sommet,
    - opérer à nouveau comme déjà expliqué.
    - tous les trous d'insufflation seront fermés hermétiquement par tout moyen adapté.
- avec une lance dynamique :
  - absolue nécessité d'une formation.

### Projection humide
Cette technique permet de mettre en œuvre la ouate de cellulose en vrac dans des espaces verticaux ou en pente non fermés sur la face depuis laquelle le metteur en œuvre opérera.

La ouate de cellulose est composée d'environ 90 % de papier journal broyé (papier essentiellement issu des invendus d'imprimerie).

Ce type de papier est lui-même fabriqué avec du bois broyé, essentiellement « bois blancs », lesquels contiennent beaucoup de lignine.

La lignine contient beaucoup d'amidon.

L'amidon, avec de l'eau, réagit et devient collant, assurant une liaison durable après séchage.

La ouate de cellulose peut ainsi se « coller ».
- La proportion d'eau « idéale » pour les murs se situe aux environs de 22 % du poids total de matière mise en œuvre. La masse volumique sera très proche de 42 kg/m3.
- La proportion d'eau sera moindre dans le cas d'une mise en œuvre sur surface plane ou faiblement pentue ou sur une surface bombée. La masse volumique sera, dans ces cas, très proche de 38 kg/m3.

Cette technique, au demeurant de plus en plus demandée, nécessite une formation préalable, faute de quoi l'opérateur risque bien de ne rien coller ou, par défaut de maîtrise, sera contraint de pulvériser beaucoup d'eau. 

Cette grande proportion d'eau dans le mélange augmente le poids volumique et limite grandement l'épaisseur possible à réaliser en une seule passe. De même le temps de séchage est beaucoup plus long. Cette grande proportion d'eau peut aussi poser des problèmes pour des supports sensibles à l'humidité.

#### Équipement nécessaire
- Machine cardeuse/souffleuse complète, y compris le tuyau de transport de la matière soufflée (voir ci-dessus la rubrique « Soufflage en comble »),
- une pompe débitant de l'eau à une pression allant de 7 à 15 bar (faible quantité, de 1,25 à 3 l/min),
- un tuyau adapté au transport de liquide jusqu'à 16 bar de pression (pression « idéale » de l'ordre de 11 à 12 bar),
- une buse équipée de gicleurs linéaires (au nombre de deux, trois ou quatre) permettant une mise en œuvre classique (parois verticales, horizontales, en pente, sur surface bombée),
- une brosse constituée d'un cylindre tournant qui, grâce à la présence d'une membrane rugueuse sur sa surface, permettra de « raboter » les excédents de pose,
- une buse à jet central rotatif pour une mise en œuvre en sous face de dalle ou autre support (épaisseur maxi 3 à 5 cm par passe). La proportion d'eau est ici de l'ordre de 35 à 40 %. Cet équipement est à réserver à ce seul usage de sous-face.

#### Réalisations possibles
- Isolation thermique dans l'épaisseur des murs à ossature bois,
- isolation thermique rapportée contre des parois extérieures,
- isolation thermique sur voûtes (ouvrages religieux par exemple)
- isolation thermique sur toiture par l'extérieur, entre pièces de charpente assurant le port de la couverture ou par procédé sarking,
- isolation thermique en combles perdues ou en plancher (pas de tassement ultérieur),
- isolation phonique de murs ou cloisons de séparation,
- correction acoustique par projection en sous-face de plafond dans des espaces sonores tels que salles polyvalentes par exemple,

#### Limites de réalisation
- lorsqu'il gèle et que la pompe et une partie des tuyaux de transport de l'eau doivent se situer ou passer en extérieur,
- lorsque le support censé recevoir l'isolant est gelé,
- isolation en toiture par l'extérieur par temps de pluie ou en présence de vent,
- isolation de murs en extérieur avec un échafaudage (par contre possible avec nacelle) (limite comme pour les toits par l'extérieur : pluie ou vent),
- temps de séchage court avant « fermeture » de la paroi (l'isolant doit être revenu à un taux d'humidité relative inférieur ou au maximum égal à 20 %).

#### Supports possibles
- Tous supports minéraux solides tels que :
  - béton,
  - parpaings de béton,
  - briques pleines ou creuse, cuites ou crues,
  - tous enduits minéraux,
  - plâtre et plaques de plâtre,
  - pisé, torchis,
- panneaux de particules,
- tous supports bois massif dans les limites suivantes :
  - maxi 25 % d'eau par rapport au poids total de l'isolant mis en œuvre,
  - épaisseur minimale du support : 20 mm,

### En fin de vie

#### Pourquoi et comment se dégrade un isolant fibreux?
- Gestion de la vapeur d'eau :
  - la vie dans un logement génère de la vapeur d'eau (respiration plus transpiration des occupants, bains, douches, cuisine, lavage de la vaisselle et du linge, repassage, cuisine, etc.)
  - Lorsqu'il fait froid à l'extérieur, naturellement les occupants d'un logement se confinent à l'intérieur, confinement de plus en plus efficace avec une gestion d'étanchéité de mieux en mieux maîtrisée,
  - Ces mêmes occupants chauffent le logement en question,
  - ce faisant, l'air chauffé se dilate et cherche à migrer vers l'extérieur : recherche d'équilibre des pressions d'air entre l'intérieur et l'extérieur,
  - ce mouvement naturel, possible malgré l'étanchéité au vent, engendre une baisse de la température de l'air au fur et à mesure de sa migration de l'intérieur vers l'extérieur :
    - à un moment donné, l'air se refroidissant, il atteint le seuil de saturation de la vapeur d'eau (voir Diagramme de Mollier),
    - cela se concrétise par la condensation de l'eau, laquelle passe de l'état vapeur à l'état liquide,
    - cette présence d'eau s'appelle, dans le bâtiment, le point de rosée,

  - si, alors que ce point de rosée s'est matérialisé, la température extérieure chute en dessous de 0 °C, le point à température « zéro degré » chute dans la paroi,
  - il peut se produire qu'alors le point de rosée ci-dessus évoqué soit en dessous du point de congélation (0 °C),
  - alors cette eau gèle :
    - un point de rosée est constitué d'une multitude de gouttes d'eau posées sur les supports disponibles : dans l'isolant, les fibres,
    - une goutte d'eau qui gèle se solidifie d'abord en périphérie,
    - ce faisant, elle se solidarise avec la fibre support,
    - lorsqu'elle gèle à cœur, elle se dilate :
      - si la fibre ne dispose pas d'une élasticité suffisante, elle casse (cas des isolants fibreux d'origine minérale),
      - si la fibre dispose d'une élasticité suffisante, elle s'allonge et est donc ce que l'on appelle : réversible au gel : elle ne casse pas (cas des isolants fibreux d'origine végétale),

#### Comment limiter les causes de vieillissement
- En gérant le flux de vapeur :
  - la migration de la vapeur, laquelle, comme vu précédemment, s'opère de l'intérieur vers l'extérieur, doit être progressive, en clair, on ne laisse entrer dans la paroi que ce que l'on peut évacuer :
    - il n'existe pas de loi régissant ce principe. Une bonne règle, empirique certes, mais qui a fait ses preuves, consiste à ne laisser entrer dans la paroi que 20 % de ce que l'on est capable d'évacuer. Les valeurs d'émigration sont exprimées sous la dénomination Spraying Diffusion (SD). Il faut donc prévoir un pare-vapeur (intérieur) qui soit d'une valeur SD 5 fois supérieure à la moins bonne valeur des matériaux qui font barrière entre lui et l'extérieur.
    - il est très important de bien respecter toutes les règles de mise en œuvre du pare-vapeur, lesquelles sont rappelées dans divers documents émis par le CSTB (DTU et autres agréments techniques).

#### Estimation de la durée de vie
Selon les explications préalables évoquées ci-dessus, les isolants d'origine végétale sont beaucoup moins soumis au vieillissement que certains autres d'autres origines. Est-ce à dire qu'ils ne vieillissent pas ? Non, ils peuvent, entre autres, être soumis à des vieillissements mécaniques (piétinement par exemple), accidentels (inondation par exemple), générés par des pollutions diverses (poussière ou gravats…).

En dehors de ces actions mécaniques, leur durée de vie est estimée à plus de 80 ans (recul et constat sur des mises en œuvre anciennes).
La Ouate de cellulose dispose d'une durabilité d'isolation plus longue que les laines minérales. La durabilité correspond au temps où il est considéré que l'efficacité thermique est optimum :
- durabilité de la laine de verre : 10 à 15 ans ;
- durabilité de la laine de roche : 15 à 20 ans ;
- durabilité de la ouate de cellulose : 70 à 80 ans.

#### Devenir en fin de vie
En tout premier lieu, s'il s'agit de démontage, destruction ou transformation du bâti contenant l'isolant, cette ouate de cellulose peut être récupérée et réutilisée dans sa destination première : en tant qu'isolant.

S'il s'agit de recycler la ouate de cellulose car elle est en fin de vie, la ouate de cellulose est composée de deux éléments principaux :
- papier journal broyé ;
- adjuvants (majoritairement sel de bore).

Il est nécessaire, en fin de vie, de séparer ces deux familles d'éléments. Ceci se fait par décantation dans de l'eau.
Après immersion dans un bain d'eau, les adjuvants précipitent et les fibres d'origine végétale (le papier initial) nagent sur le bain. Il faut alors, mécaniquement, séparer ces fibres de l'eau, selon diverses techniques adaptées (filtrage entre autres).

Utilisation des éléments séparés :
- les fibres végétales :
  - compostage,
  - réalisation de divers éléments moulés (coques isolantes, boites à œufs…)
  - réintégration dans la filière papier,
  - après séchage, combustible,
- les adjuvants :
  - peuvent être réutilisés pour fabriquer à nouveau de la ouate de cellulose,
  - peuvent être employés à diverses utilisations après que les filières de l'industrie chimique les auront traités et recyclés.